# あの手この手お隣りさん!
『あの手この手お隣りさん!』（あのてこのておとなりさん）は、1977年8月7日から同年9月25日までテレビ朝日系列局で放送されていた、バラエティ番組の要素を持つテレビドラマである。東宝とテレビ朝日の共同製作。全8話。放送時間は毎週日曜 20:00 - 20:54 （日本標準時）。

## ストーリー
下町のとある商店街に、老舗のそば屋と売り出し中のハンバーガー屋が隣り合って営業していた。この2店の主人たちは、売り上げの事などで毎日毎日対立していた。ところがある日、双方の店の売れ行きがさっぱり途絶えてしまった。実は近所にラーメン屋がオープンし、「ラーメン5杯、餃子50個を制限時間内に食べればタダ！」と宣伝したのだった。怒ったそば屋とハンバーガー屋は、ラーメン屋に嫌がらせをすることにした。そして頼りにならない警官や美女婦警、さらには商店街の人たちも巻き込んで珍騒動が起きる。

## 出演
- 加茂新吉：宍戸錠 - そば屋「義士そば」の主人、48歳。義理人情に厚く頑固一徹。
- 加茂菊枝：近松麗江 - 信吉の妻、45歳。しっかりしていて、親分肌と言われる。
- 加茂昭平：清水章吾 - 長男。23歳。新井夏子とは恋仲の関係。
- 加茂陽平：太川陽介 - 次男。18歳の高校3年生。
- 新井源二：熊倉一雄 - ハンバーガー屋の主人。55歳。本来は親切で、周りの印象も良い人間。
- 新井綾子：柳川慶子 - 35歳。姉は源二の前の妻だったが病死し、義兄に当たる源二と結婚。
- 新井夏子：山本リンダ - 長女。23歳。加茂昭平と恋仲の関係。
- 新井冬子：小山セリノ - 次女。19歳。お喋りで「放送局」とあだ名されている。
- 河合弘：佐藤蛾次郎 - 義士そば店員。25歳。
- 林リリ：佐々木梨里 - 義士そば店員。20歳。
- クミ：大場久美子 - ハンバーガー屋店員。18歳。
- 近藤昇：左とん平 - ラーメン屋。
- 飛田守：東八郎 - 巡査部長。
- 矢川幸子：夏目雅子 - 婦人警官。
- 谷口隆：山田隆夫 - クリーニング店店員。プロボクサーでもあるが、持っているライセンスはC級でいわゆる四回戦ボーイ。弱い者の味方だが、いつもズッコケたりと失敗ばかり。
- 野村敬三：藤村有弘 - 不動産屋。42歳。実は悪徳不動産屋であるが、どこか抜けているところがあり、憎めないと言われる。
- 木田清一：三遊亭若圓遊（後の五代目三遊亭圓遊） - 呉服屋。
- 松井チエ：松本ちえこ
- 伊奈淑子：伊東ゆかり
- 仁吉：柳家小さん - 高齢のヤクザ。
- 岡崎友紀
- 関敬六
- 千昌夫
- 菅原洋一
- 浅野ゆう子
- 由美かおる
- 泉ピン子
- ビューティ・ペア
- タモリ
- ちあきなおみ
- 桂歌丸
- 相本久美子
- 佐々木剛
- 二瓶正也
- いしだあゆみ
- ほか

出典：「特選テレビ劇場 あの手この手お隣りさん！」『週刊テレビ番組』1978年5月26日号、東京ポスト、53 -。

## スタッフ
- プロデューサー：大貫伊佐雄（東宝）、岩永惠（テレビ朝日）
- 脚本：山路洋平
- 監督：山路洋平
- ディレクター：清水威博
- 音楽：星野進
- 技術協力：東通
- スタジオ：目黒スタジオ
- 制作：東宝、テレビ朝日

## 参考資料
- 朝日新聞縮刷版[どれ?][要ページ番号]